# Incredible! Kaleidoscope
Incredible! Kaleidoscope è il terzo album del gruppo statunitense di folk-rock psichedelico dei Kaleidoscope, pubblicato nel giugno del 1969.
Questo fu l'unico album del gruppo ad entrare (al #139) nella classifica Billboard.

## Tracce
Lato A
1. Lie to Me – 2:45 (D. Lindley, S. Feldthouse, S. Brotman, P.Lagos)
2. Let the Good Love Flow – 2:10 (D. Lindley, M. Smith)
3. Killing Floor (a.k.a. Tempe Arizona) – 2:44 (testo : C. Burnett / musica : Kaleidoscope)
4. Petite Fleur – 3:29 (D. Lindley, S. Feldthouse, S. Brotman, P. Lagos, T. Parcely)
5. Banjo – 3:37 (D. Lindley)

Lato B
1. Cuckoo – 4:15 (Tradizionale / testi aggiunti : S. Feldthouse)
2. Seven-Ate Sweet – 11:37 (D. Lindley, P. Lagos, S. Feldthouse, T. Parcely)

## Musicisti
- David Lindley - chitarra, banjo, violino, mandolino
- Solomon Feldthouse - voce, saz, bouzouki, oud, dulcimer, chitarra, jumbus
- Chester Crill (anche indicato come Templeton Parcely, Fenrus Epp e Max Buda) - violino, organo, voce, armonica
- Stuart Brotman - basso, voce
- Paul Lagos - batteria, percussioni, voce